# Emilia Ankiewicz
Emilia Ankiewicz (née le 22 novembre 1990 à Elbląg) est une athlète polonaise, spécialiste du 400 mètres haies.

## Palmarès
| Date | Compétition           | Lieu      | Résultat | Temps   |
| ---- | --------------------- | --------- | -------- | ------- |
| 2015 | Universiade           | Gwangju   | 2e       | 56 s 55 |
| 2016 | Championnats d'Europe | Amsterdam | 8e       | 57 s 31 |

## Records
| Épreuve          | Performance | Lieu           | Date         |
| ---------------- | ----------- | -------------- | ------------ |
| 400 mètres haies | 55 s 89     | Rio de Janeiro | 15 août 2016 |